# Xuân Hòa, Xuân Trường
Xuân Hòa là một xã cũ thuộc huyện Xuân Trường, tỉnh Nam Định, Việt Nam.
Xã Xuân Hòa có diện tích 5,41 km², dân số năm 1999 là 9318 người, mật độ dân số đạt 1722 người/km².